# 2 Андромеды
2 Андромеды (лат. 2 Andromedae, HD 218470) — белая двойная звезда главной последовательности в созвездии Андромеды. Звёздная величина в 5,09 означает, что её можно различить в достаточно свободном от светового загрязнения небе.
Лучшее время для её наблюдения — вечернее небо в течение нескольких месяцев между концом августа и февралем. В северном полушарии видна до начала весны, в то время как в Южном полушарии можно наблюдать только в течение месяца весной (октябрь).